# Pecaías
Pecaías ou Faceias (em hebraico: פְּקַחְיָה; romaniz.: Pəqaḥyā; lit. "YHWH abriu os olhos") foi o décimo sétimo e antepenúltimo rei de Israel e filho de Menaém, a quem sucedeu. Ele governou da capital de Samaria, e segundo a bíblia, fez o que era mal aos olhos do Senhor, seguindo os mesmos pecados de Jeroboão. 
Foi assassinado no palácio real em Samaria por Peca, um dos oficiais do seu exército, ao lado de 50 homens após um reinado de 2 anos. 
| Antecessor: Menaém | Pecaías (Faceias) | Sucessor: Peca |